# Кубок України з футболу серед аматорів 2009
Кубок України з футболу серед аматорських команд 2009 — 13-й розіграш Кубка України під егідою ААФУ. Проводився з 12 серпня по 25 жовтня 2009 року.

## Учасники
В Кубку взяли участь 22 аматорських команди з 16 областей України.
| - «Бастіон-2» (Чорноморськ, Одеська область) - «Бриз» (Ізмаїл, Одеська область) - ФК «Вишневе» (Вишневе, Київська область) - ФК «Воронівка» (с. Воронівка, Миколаївська область) - «Єдність-2» (с. Плиски, Чернігівська область) - «Звягель-750» (Новоград-Волинський, Житомирська область) - «Зеніт» (Боярка, Київська область) - «Карпати» (Кам'янка-Бузька, Львівська область) - «Карпати» (Яремче, Івано-Франківська область) - «Краснодонвугілля» (Краснодон, Луганська область) - «Локомотив» (Куп'янськ, Харківська область) | - «ОДЕК» (смт Оржів, Рівненська область) - «Олімпік» (Кіровоград) - «Полісся» (смт Добрянка, Чернігівська область) - ФК «Поляна» (с. Поляна, Закарпатська область) - ФК «Попасна» (Попасна, Луганська область) - «Проскурів» (Хмельницький) - «Товтри» (смт Козлів, Тернопільська область) - «УкрАгроКом» (с. Головківка, Кіровоградська область) - «Хіммаш» (Коростень, Житомирська область) - «Ходак» (Черкаси) - «Шахтар» (Нововолинськ, Волинська область) |

## Перелік матчів

### Попередній етап
|                                  | Заг. |                                     | Матч 1 | Матч 2 |              |
| -------------------------------- | ---- | ----------------------------------- | ------ | ------ | ------------ |
| 12 серпня і 19 серпня 2009 року. |      |                                     |        |        |              |
| «Товтри» (смт Козлів)            | 1:4  | ФК «Поляна»                         | 1:1    | 0:3    |              |
| «Шахтар» (Нововолинськ)          | 2:7  | «Звягель-750» (Новоград-Волинський) | 0:2    | 2:5    |              |
| «Проскурів» (Хмельницький)       | 1:3  | «Хіммаш» (Коростень)                | 1:1    | 0:2    |              |
| «Олімпік» (Кіровоград)           | 0:6  | «Ходак» (Черкаси)                   | 0:1    | 0:5    |              |
| «Зеніт» (Боярка)                 | 0:6  | «Бриз» (Ізмаїл)                     | 0:3    | 0:3    |              |
| «УкрАгроКом» (Головківка)        | 2:2  | ФК «Воронівка»                      | 1:1    | 1:1    | дч, пен. 3:2 |
| «Локомотив» (Куп'янськ)          | 1:3  | ФК «Попасна»                        | 1:0    | 0:3    |              |

### 1/8 фіналу
|                                     | Заг. |                      | Матч 1 | Матч 2 |  |
| ----------------------------------- | ---- | -------------------- | ------ | ------ |  |
| 26 серпня і 2 вересня 2009 року.    |      |                      |        |        |  |
| «Карпати» (Кам'янка-Бузька)         | 3:4  | «Карпати» (Яремче)   | 3:3    | 0:1    |  |
| «ОДЕК» (Оржів)                      | 1:3  | ФК «Поляна»          | 1:2    | 0:1    |  |
| «Звягель-750» (Новоград-Волинський) | 2:6  | «Полісся» (Добрянка) | 1:4    | 1:2    |  |
| «Єдність-2» (с. Плиски)             | 3:4  | «Хіммаш» (Коростень) | 3:3    | 0:1    |  |
| «Бастіон-2» (Чорноморськ)           | 9:0  | «Бриз» (Ізмаїл)      | 6:0    | 3:0    |  |
| «УкрАгроКом» (Головківка)           | 5:3  | ФК «Вишневе»         | 3:2    | 2:1    |  |
| «Краснодонвугілля» (Краснодон)      | 3:1  | ФК «Попасна»         | 2:1    | 1:0    |  |

### Чвертьфінали
|                                   | Заг. |                                | Матч 1 | Матч 2 |  |
| --------------------------------- | ---- | ------------------------------ | ------ | ------ |  |
| 9 вересня і 23 вересня 2009 року. |      |                                |        |        |  |
| «Карпати» (Яремче)                | 4:3  | ФК «Поляна»                    | 4:1    | 0:2    |  |
| «Полісся» (Добрянка)              | 6:1  | «Хіммаш» (Коростень)           | 5:1    | 1:0    |  |
| «Ходак» (Черкаси)                 | 5:2  | «Бастіон-2» (Чорноморськ)      | 2:0    | 3:2    |  |
| «УкрАгроКом» (Головківка)         | 5:3  | «Краснодонвугілля» (Краснодон) | 3:1    | 2:2    |  |

### Півфінали
|                                      | Заг. |                           | Матч 1 | Матч 2 |  |
| ------------------------------------ | ---- | ------------------------- | ------ | ------ |  |
| 3—4 жовтня і 10—11 жовтня 2009 року. |      |                           |        |        |  |
| «Карпати» (Яремче)                   | 4:3  | «Полісся» (Добрянка)      | 3:2    | 1:1    |  |
| «Ходак» (Черкаси)                    | 6:1  | «УкрАгроКом» (Головківка) | 4:0    | 2:1    |  |

### Фінал
| 17 жовтня 2009 р. 15:00 +10 °C |

| «Ходак» (Черкаси)            | 2:0      | «Карпати» (Яремче) |
| ---------------------------- | -------- | ------------------ |
| Гріщенко 7' (пен.) Гопка 67' | протокол |                    |

| Черкаси, Центральний міський стадіон Глядачів: 500 Арбітр: Віктор Чернишов (Кременчук) |

| 25 жовтня 2009 р. 14:00 +14 °C |

| «Карпати» (Яремче)                             | 3:0      | «Ходак» (Черкаси) |
| ---------------------------------------------- | -------- | ----------------- |
| Р. Ципердюк 6' Українець 85' Р. Ципердюк 90+3' | протокол |                   |

| Яремче, Стадіон «Карпати» Глядачів: 3 000 Арбітр: Микола Кривоносов (Київ) |

| Володар Кубка України серед аматорів 2009 |
| ----------------------------------------- |
| «Карпати» (Яремче) Вперше                 |